# Arcfox

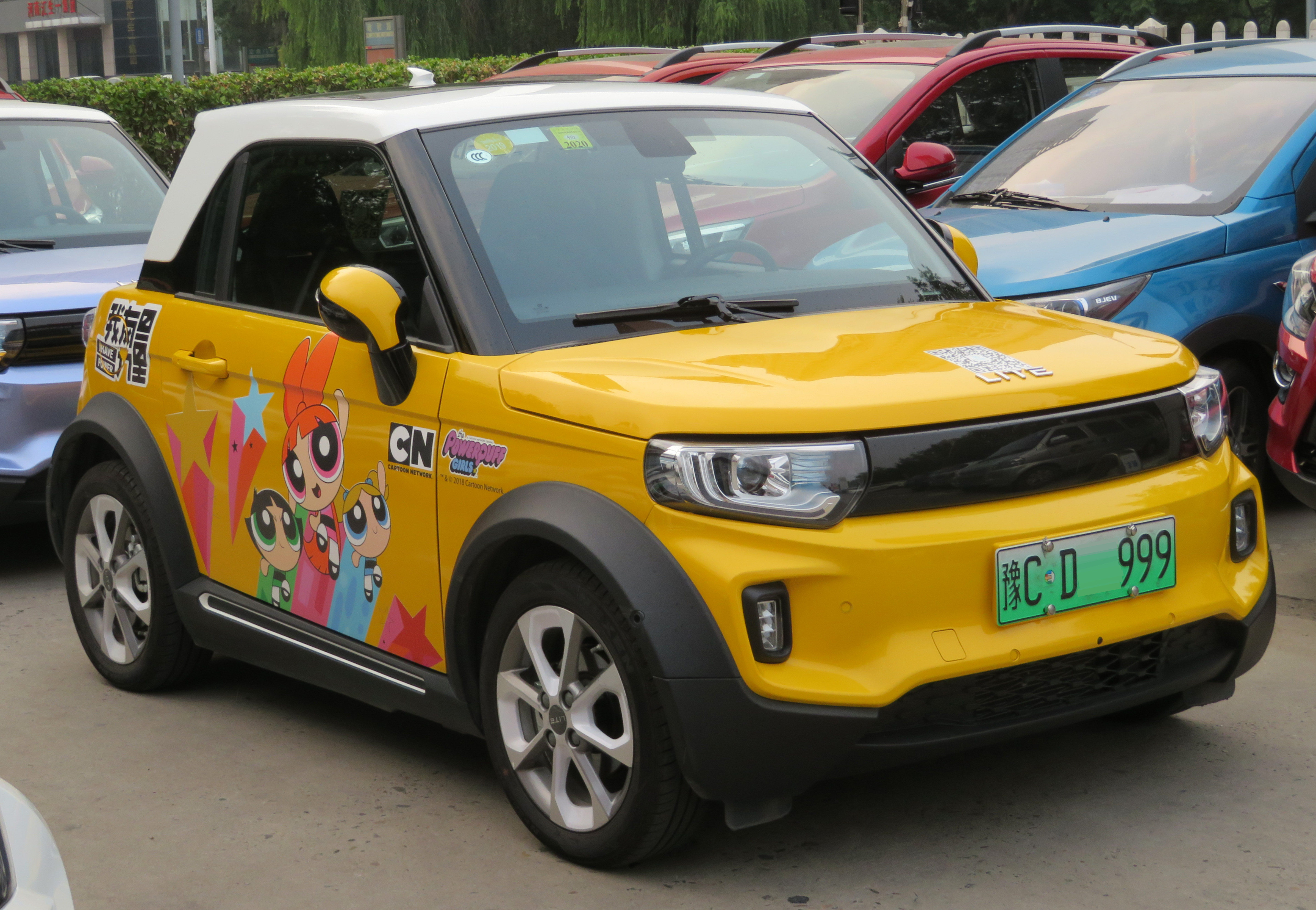
Arcfox Lite

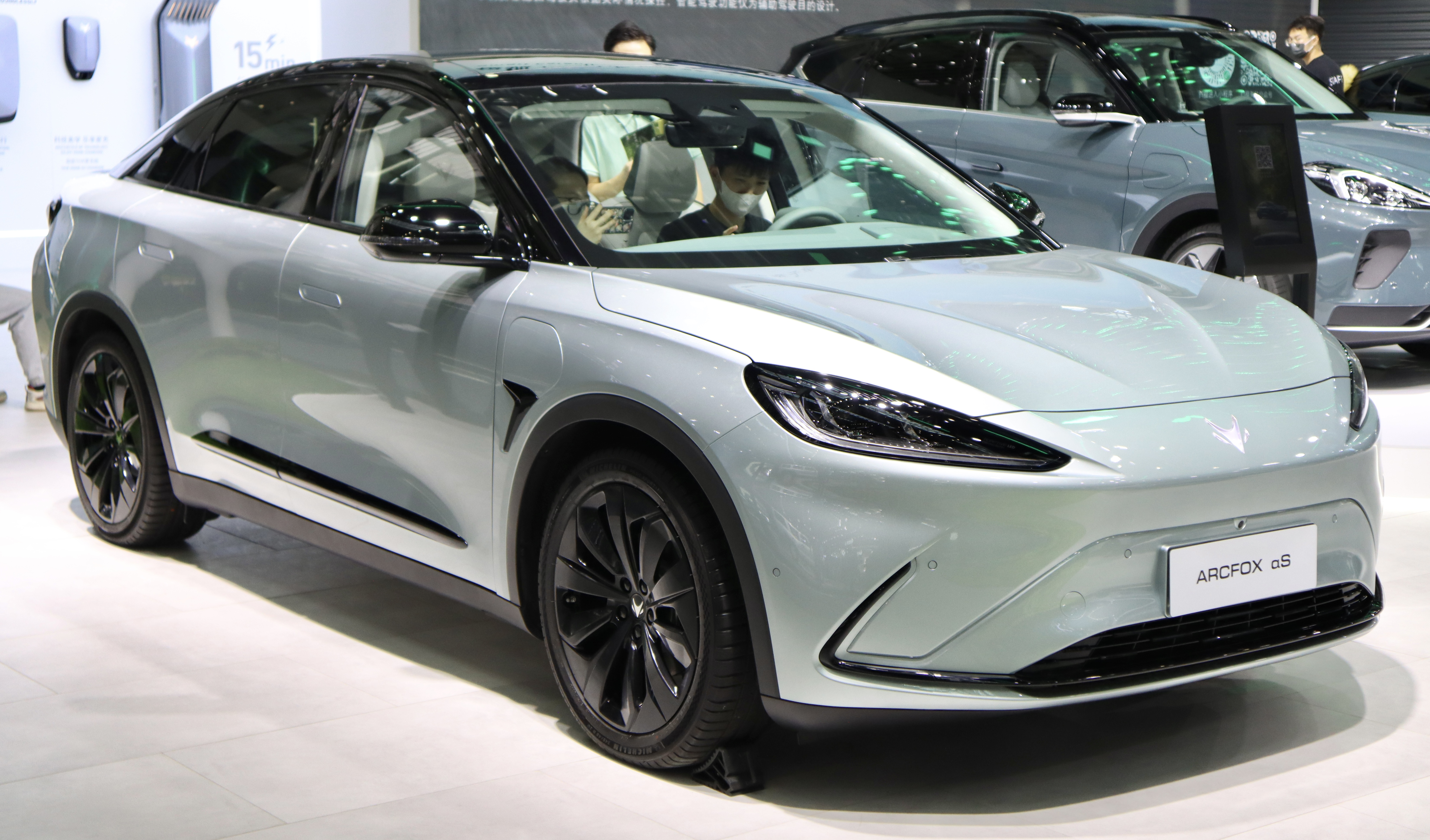
Arcfox Alpha-S

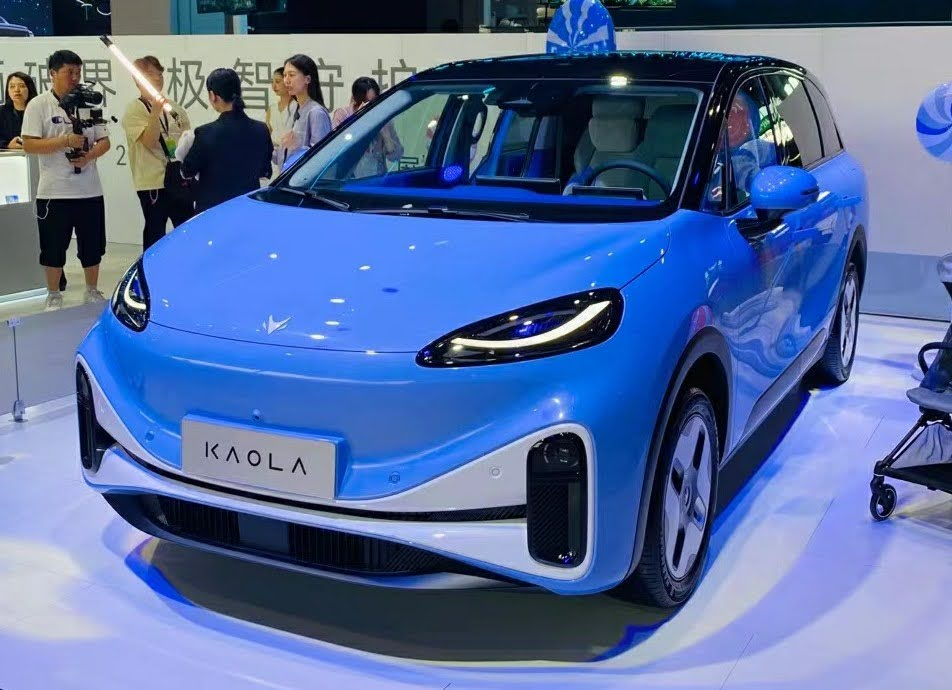
Arcfox Kaola

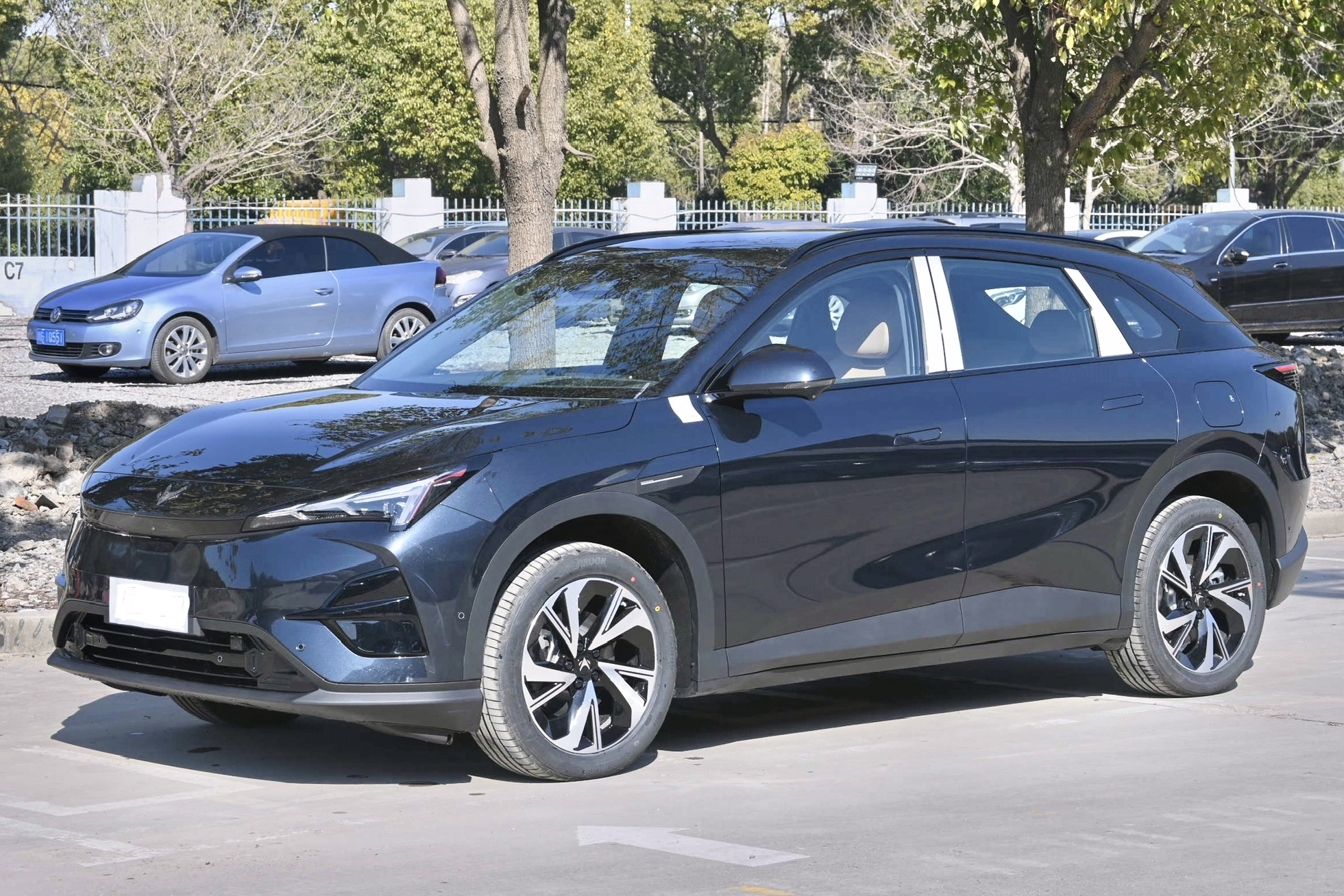
Arcfox Alpha T5

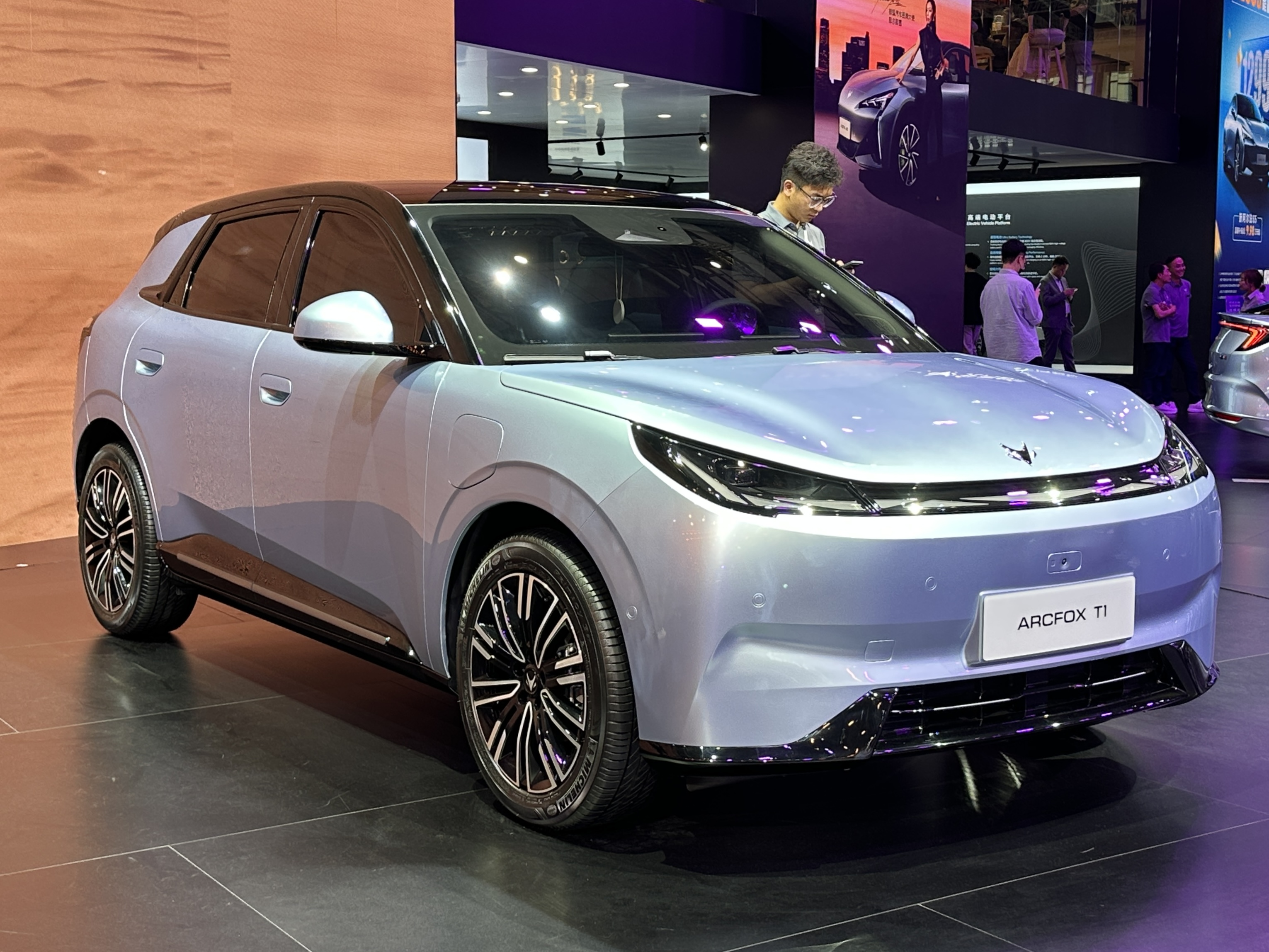
Arcfox T1 (2025)

Arcfox (chiń. upr. 极狐) – chiński producent elektrycznych supersamochodów, z siedzibą w Pekinie, działający od 2017 roku. Należy do chińskiego koncernu BAIC Group.

## Historia

### Początki
W 2017 roku chiński potentat branży motoryzacyjnej BAIC Group zdecydował się utworzyć nową podległą mu markę dedykowaną do rozwoju samochodów elektrycznych. Pierwszym modelem, jaki trafił do sprzedaży lokalnie, był mikrosamochód o nazwie Lite celujący w klasę premium. W marcu 2019 roku podczas Geneva Motor Show odbyła się globalna premiera marki Arcfox, wyrażając cele rozwijania operacji chińskiej marki także na kontynencie europejskim.
Konstrukcje, jakie przedstawiono pod marką Arcfox w Europie, całkowicie odbiegały od koncepcji modelu Lite. Pierwszym pojazdem był prototyp dużego SUV-a ECF, za którego projekt stylistyczny był odpowiedzialny projektant Walter de Silva znany z pracy dla Grupy Volkswagena. Drugim pojazdem, jaki uczestniczył w światowej premierze marki Arcfox, był supersamochód GT, mający przedstawić możliwości konstruktorów koncernu BAIC Group. Pojazd przedstawiono zarówno w wariancie podstawowym, jak i specjalnym o nazwie Race Edition.

### Dalszy rozwój
W 2020 roku firma skoncentrowała się na zupełnie nowych konstrukcjach zbudowanych z myślą o rynku chińskim w postaci zaawansowanych technicznie elektrycznych crossoverów. W maju 2020 zadebiutował średniej wielkości model Alpha-T, z kolei rok później ofertę wzbogacił duży crossover Alpha-S pełniący odtąd funkcję flagowej konstrukcji. W 2022 Arcfox nawiązał współpracę z chińskim gigantem Huawei, wyposażając w system operacyjny swoje samochodu dostępne na rodzimym rynku.
W 2023 roku Arcforx przystąpił do dalszej rozbudowy swojego portfolio modelowego, uruchamiając we wrześniu tego roku sprzedaż kompaktowego minivana Kaola o nietypowych rozwiązaniach konstrukcyjnych wewnątrz skierowanych do matek małych dzieci. W grudniu tego samego roku gamę poszerzył kompaktowy crossover Alpha T5, z kolei wiosną 2024 roku Arcfox przestawił pierwszy klasyczny samochód osobowy - limyznę Alpha S5.

## Modele samochodów

### Obecnie produkowane

#### Samochody osobowe
- Alpha S5

#### SUV-y i crossovery
- Alpha T5
- Alpha-T
- Alpha-S

#### Minivany
- Kaola

### Historyczne
- Lite (2017–2020)
- GT (2020)

### Studyjne
- Arcfox ECF Concept (2019)